# Джевальський Олександр Володимирович
Джевальський Олександр Володимирович — український кінооператор. Був членом Спілки кінематографістів України.
Народився 15 червня 1902 р. у м. Гомелі (Білорусь) в родині робітника. Помер 1967 р. в Києві.
Навчався на сценарному факультеті Всесоюзного державного інституту кінематографії (1939—1941). Працював у НК, був редактором-консультантом Студії кінохроніки, начальником сценарного відділу «Київнаукфільму», старшим редактором Міністерства кінематографії України (1921—1939). Потім працював на Київській студії науково-популярних фільмів.

## Фільмографія
Як сценарист і оператор брав участь у створенні стрічок:
- «Софія Київська»,
- «Завод керамічних блоків» (1948),
- «Облицьовувальна кераміка»,
- «Виробництво черепиці» (1949),
- «Прискорене виробництво кераміки» (1950),
- «На цегляному заводі»,
- «Застосування шлаків у будівництві» (1955),
- «Автоматизація на цементних заводах»,
- «Вірний шлях» (1956),
- «Автоблокування на залізничному транспорті»,
- «Збірні конструкції на будівництві у колгоспах» (1957),
- «Будівництво теплової електростанції у збірному залізобетоні»,
- «Це могло трапитись» (1959) та ін.